# Ctenopelma neurotomae
Ctenopelma neurotomae là một loài tò vò trong họ Ichneumonidae.